# 노토로촌 (홋카이도)
노토로촌(일본어: 能取村)은 일본 홋카이도 아바시리군에 설치되었던 촌이다. 현재의 아바시리시, 오조라정에 해당한다.